# Staatsräson
Der Begriff der Staatsräson (IPA: [ˈʃtaːt͡sʁɛˌzɔ̃ː], anhörenⓘ; auch: Staatsraison) wird in der politischen Ideengeschichte seit der Renaissance (Machiavelli) mit verschiedenen Bedeutungen verbunden. Meist geht es dabei um die Frage der Begründung eines Staates, dessen Sicherheit und Selbstbehauptung, oder um eine konkrete staatliche Herrschaft (Souverän) oder Herrschaftsform (Demokratie, Monarchie etc.) sowie deren Durchsetzung. Staatsräson kann dabei entweder begründungsfrei, einzig auf Machtdurchsetzung beruhend, oder aber inhaltlich begründet und auf Werte bezogen verstanden werden. In diesem Sinn ist die Staatsräson ein vernunftgeleitetes Interessenskalkül einer Regierung, unabhängig von der Regierungsform.

## Definitionen
- Der Brockhaus, ein Lexikon von 1923, weist kein Stichwort „Staatsräson“ auf, sondern sieht Wesen, Zweck und Aufgaben des Staates nur gemäß zahlreicher anderer Theorien („Machttheorie“, „organ. Staat“, „Rechtstheorie“ u. a.) begründet.[1]

- Das Lexikon der Politik von 2007 definiert den Begriff „Staatsräson“ als ein „in der italienischen Renaissance (vor allem Machiavelli) erstmals auf den Begriff gebrachtes, grundsätzliches Orientierungs- und Handlungsprinzip, welches die Erhaltung des Staates bzw. der staatlichen Autorität und/oder sogar deren Steigerung zur entscheidenden politischen Maxime erklärt. […]“[2]

- Alternativ bietet das Wörterbuch zur Politik drei verschiedene Definitionen der Staatsräson:
  - Als erstes wird Staatsräson als „Vorrang der Staatsinteressen vor allen anderen Interessen“ interpretiert,
  - eine zweite Definition sieht Staatsräson als „Staatsnotwendigkeit, im Gegensatz zur individuellen Vernunft und Notwendigkeit“.
  - Eine dritte Unterscheidung erkennt in ihr einen „Grundsatz, dem zufolge oberster Maßstab staatlichen Handelns die Wahrung und Vermehrung des Nutzens des Staates ist, auch unter Inkaufnahme der Verletzung von Moral- und Rechtsvorschriften“.[3]

- Das „Junge Politik-Lexikon“ (Bundeszentrale für politische Bildung) schlägt 2023 vor, Staatsräson als die Forderung zu verstehen, dass der Staat sich gegen Verbrechen erfolgreich durchsetzen muss, um u. a. Erpressung und Nachahmung zu verhindern.[4]

## Begriffsgeschichte

### Machiavelli
Als bedeutendster Verfechter der Idee der Staatsräson gilt der florentinische Staatsdenker Niccolò Machiavelli mit seiner „Theorie der Staatsräson“, welche sich der ratio statūs widmete. Machiavelli verklausulierte jedoch die als Arkanwissen geltende Strategie der Herrschaftserhaltung, indem er sich der nicht ganz eindeutigen Begriffskonstruktion mantenere lo stato bediente – also von der Aufrechterhaltung des Staates (auch Zustandes der Herrschaft/Regierung) sprach. Demgegenüber gilt sein Landsmann Giovanni Botero rund 60 Jahre nach Machiavellis Tod als geistiger Urheber des Begriffes der Staatsräson. In seiner Schrift Della Ragion di Stato 1589 hat Botero als erster kritisch den Versuch unternommen zu definieren, was unter Staatsräson im Sinne der zeitgenössischen ragion di stato zu verstehen sei. Botero bezeichnete den Staat als eine „auf Dauer gestellte Herrschaft über ein Volk“ und die Staatsräson als „Kenntnis der Mittel, die zur Gründung, Erhaltung und Erweiterung dieser Herrschaft vonnöten sind.“
Der Terminus Staatsräson ist hier zum Synonym für eine politische Klugheitslehre, eine Strategie des prudenter loco et tempore („mit praktischem Verstand für Ort und Zeit“) geworden. Wolfgang Kersting stellt unter Verweis auf Machiavelli Staatsräson als eine „Rangordnungsregel für Interessens- und Rechtskollisionen“ dar. Damit sei zumeist die klassische Dreiheit „voluntas, necessitas und utilitas“ („Wille, Notwendigkeit, Nützlichkeit“) als Legitimationsgrößen staatlicher Handlungen gemeint.

### 17. und 18. Jahrhundert
In Deutschland wurde der Begriff der Staatsräson erst nach dem Ende des Dreißigjährigen Krieges in den politischen Diskurs eingeführt, nachdem die einzelnen deutschen Fürsten nunmehr jeweils absolutistisch in Nachahmung des französischen Sonnenkönigs Ludwig XIV. regierten, den Kaiser nur noch formell anerkannten und auch alle religiösen und moralischen Fragen selbst entscheiden wollten.
Joseph von Eichendorff schreibt, dass „die sogenannte ‚Staatsraison‘, ein diplomatisches Schachspiel verhüllter Intentionen“, damals „in der Politik an die Stelle der christlichen Moral“ getreten sei. Er stellt Herzog Anton Ulrich von Braunschweig (1633–1714) als einen Protagonisten der Staatsräson dar: Der Herzog, welcher Braunschweig erst gewaltsam erobert und dann zum Zweck des Erwerbs von Köln den Glauben gewechselt hatte.

### 20. Jahrhundert
1924 meinte der Historiker Friedrich Meinecke, die Staatsräson diktiere dem Staat seine Gesetze und mache ihn dadurch frei. Zugespitzt in den Worten des Staatsrechtlers Helmut Rumpf: „In der liberalen und naturrechtlichen Denktradition steht die Idee der Staatsräson im Gegensatz zur Idee des Rechts und des Rechtsstaats, sind Staatsräson und Rechtsstaat feindliche politische Leitbegriffe.“ Herfried Münkler widersprach Meinecke 1987, indem er den Begriff der Staatsräson auffasst „als eine politisch historische Konkretisierung des epochenübergreifenden Problems, wie Macht und Recht, Zweck und Mittel, Ziel und Weg zusammenzudenken sind“. Auch der Rechtshistoriker Michael Stolleis hält das Verständnis Meineckes für veraltet und „sehr durch die 1920er Jahre geprägt“.
Nach dem im Grundgesetz von 1949 verankerten Rechtsstaatsprinzip ist „die Gesetzgebung (…) an die verfassungsmäßige Ordnung, die vollziehende Gewalt und die Rechtsprechung (…) an Gesetz und Recht gebunden“ (Art. 20 Abs. 3 GG), insbesondere die „Grundrechte binden Gesetzgebung, vollziehende Gewalt und Rechtsprechung als unmittelbar geltendes Recht“ (Art. 1 Abs. 3 GG). Im Hintergrund steht, dass der nationalsozialistische und der stalinistische Staatsterror die Orientierung an einer nicht durch Recht gebundenen Staatsräson diskreditiert haben.
Erst der deutsch-US-amerikanische Außenpolitiker und Politikwissenschaftler Henry Kissinger entwickelte für die USA als einen modernen Verfassungsstaat in den 1970er Jahren wieder eine Realpolitik, die Interessen über Werte stellte und Verbündete nicht nach ihrer Menschenrechtsbilanz beurteilte; Kissinger trug dazu bei, dass die Diskussion um den Begriff der Staatsräson im deutschen Sprachraum wieder auflebte. Das „politische Problem der Staatsräson“ meinte 1975 Roman Schnur gebe es zwar noch, doch sei sie ein Begriff von „historischer Konkretheit“ und habe „anderen tragenden Begriffen Platz gemacht“.
In ihren Memoiren erläuterte die Altbundeskanzlerin Angela Merkel 2024, dass der Begriff der Staatsräson in der CDU schon früher ein gängiger Begriff gewesen sei; „in gewisser Weise war es CDU-Sprache“. Das Wort Staatsräson, schreibt Merkel unter Verweis auf Helmut Kohl, der dies 1984 gesagt habe, drücke „mehr und intensiver aus, als man in einer Nomenklatur, einer Verfassungsordnung formulieren kann (...) Hier verbinden sich die Grundwerte unserer freiheitlichen Verfassung, für die wir stehen, die wirtschaftlich-soziale Ordnung, in der wir leben, und die Sicherheit, die wir brauchen.“ Der Begriff wird mithin eher im Sinne einer ratio essendi gebraucht, also dem, was zu den Grundlagen im Selbstverständnis eines Gemeinwesens gehört und dieses legitimiert.
Die Lexika der DDR von 1969 und 1973 führen den Begriff Staatsräson nicht auf. Der Staat wird als „Organ der Klassenherrschaft“ und „Machtinstrument der herrschenden Klasse“ definiert. Der sozialistische Staat sei folglich „seinem Klassenwesen nach Diktatur des Proletariats“ und der sozialistische Staatsapparat diene „dem im Interesse des Volkes liegenden gesellschaftlichen Fortschritt. “ Auch wenn es daher den Ausdruck im offiziellen Wortschatz nicht gab, verstand die Ideologie der [SED] die DDR als sozialistischen Staat und „das entscheidende politische Machtinstrument“ in den Händen der „marxistisch-leninistischen Partei“, notwendig um die „Diktatur des Proletariats“, die sozialistische, später kommunistische Gesellschaft „ohne Sonderinteressen“ aufzubauen, was durchaus einer Definition von Staatsräson nahekommt. „Absolutistische und später totalitäre Regime pochten gern auf die Staatsräson. Diese gehe im Zweifel allem anderen vor“, meinte 2019 auch S. Ulrich im Aktuellen Lexikon der Süddeutschen Zeitung.

## Israel in der Staatsräson der Bundesrepublik Deutschland
Bei einem Staatsbesuch in Israel sagte Bundeskanzlerin Angela Merkel am 18. März 2008 in ihrer Rede vor der Knesset: „Diese historische Verantwortung Deutschlands ist Teil der Staatsräson meines Landes. Das heißt, die Sicherheit Israels ist für mich als deutsche Bundeskanzlerin niemals verhandelbar.“ Sie bekräftigte dies am 10. Oktober 2021 bei ihrem Abschiedsbesuch in Israel: „… die Sicherheit Israels ist Teil unserer Staatsräson und demnach müssen wir auch handeln, selbst wenn wir unterschiedlicher Meinung in verschiedenen Einzelfragen sind.“
Noch ohne von Staatsräson zu sprechen war schon für den ersten deutschen Bundeskanzler Konrad Adenauer das Existenzrecht Israels als eine Folge der deutschen Verantwortung für den Holocaust und Ausdruck der Wiedergutmachung ähnlich zentral für die junge Bundesrepublik und im nationalen Interesse. Dies wurde zu einer Kontinuität in der deutschen Außenpolitik gegenüber Israel Angesichts der fortschreitenden Europäisierung der deutschen Nahostpolitik entstand zunehmend die Notwendigkeit, dieses Element deutscher Staatsraison mit den Politiken der europäischen Partner abzustimmen.
Bundeskanzler Olaf Scholz griff nach dem Terrorangriff der Hamas auf Israel am 7. Oktober 2023 die Aussage seiner Vorgängerin auf, indem er – ohne Merkels Einschränkung auf einen „Teil“ – sagte: „Die Sicherheit Israels ist deutsche Staatsräson.“
Nimrod Flaschenberg von der Organisation „Israelis for Peace“ in Berlin kritisierte im April 2025 in einem Artikel in der Zeitung Haaretz die „blinde Unterstützung Israels“ als Teil der „Staatsräson“ vonseiten der deutschen Regierung – auch deshalb, weil sie dafür benutzt werde, die politische Freiheit in Deutschland einzuschränken. Er bezog sich unter anderem darauf, dass die deutschen Behörden Ausweisungsbeschlüsse gegen vier pro-palästinensische Aktivisten – drei EU-Bürger und eine US-Amerikanerin – aufgrund deren Teilnahme an Protesten gegen die israelische Kriegführung im Gazastreifen erlassen hatten.

## Medien
- Erich Mühsam: Staatsräson. Ein Denkmal für Sacco und Vanzetti. Drama in 15 Akten. UA 1928.